# بی‌تیغه‌ها
بی‌تیغه‌ها (به انگلیسی: Ratites) دسته‌ای از پرندگان شامل راستهٔ شترمرغ‌سانان (نام علمی: Struthioniformes) هستند.
بی‌تیغه‌ها در بالاراستهٔ دیرین‌آروارگان قرار دارند. از آنجا که جناغ سینه این دسته از پرندگان بدون استخوان تیغه‌ای است بی‌تیغه نامیده می‌شوند. نداشتن این استخوان که به عنوان تکیه‌گاهی برای بال‌ها به‌شمار می‌آید، باعث شد که بی‌تیغه‌ها نتوانند پرواز کنند. پرندگانی که تیغه استخوانی جناغ سینه دارند و می‌توانند پرواز کنند، تیغه‌داران نامیده می‌شوند.

## گونه‌ها
امروزه از راستهٔ شترمرغ‌سانان تنها ۱۰ گونه در ۶ سرده باقی مانده است. از میان این گونه‌ها، شترمرغ لقب بزرگ‌ترین پرنده روی زمین را دارد. این پرنده در مناطق نیمه‌خشک و ساوانایی آفریقا زندگی می‌کند و ۲۵۰ سانتی‌متر ارتفاع و بیش از ۱۱۵ کیلوگرم وزن دارد. در آمریکای جنوبی، ریه‌ها ساکن هستند که شامل دو گونه می‌شوند. ریه‌ها ۹۰ سانتی‌متر ارتفاع دارند و وزنشان به ۱۰ کیلوگرم می‌رسد. شترمرغ استرالیایی از دیگر اعضای این راسته است که با ارتفاعی بیش از ۱۷۵ سانتی‌متر و وزنی برابر ۵۰ کیلوگرم در بیشتر مناطق غیرجنگلی و کویری استرالیا یافت می‌شود.
تیره شترمرغان شاخدار شامل سه گونه است که در جنگل‌های بارانی گینه نو و استرالیا زندگی می‌کنند. تیره کیویان نیز با سه گونه زنده در نیوزیلند ساکن است.

## نگارخانه

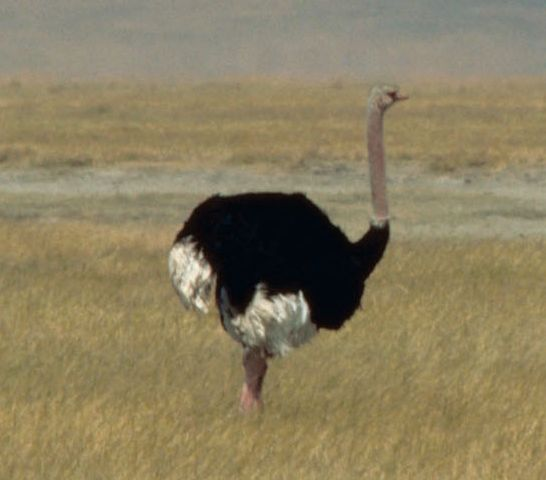
شترمرغ
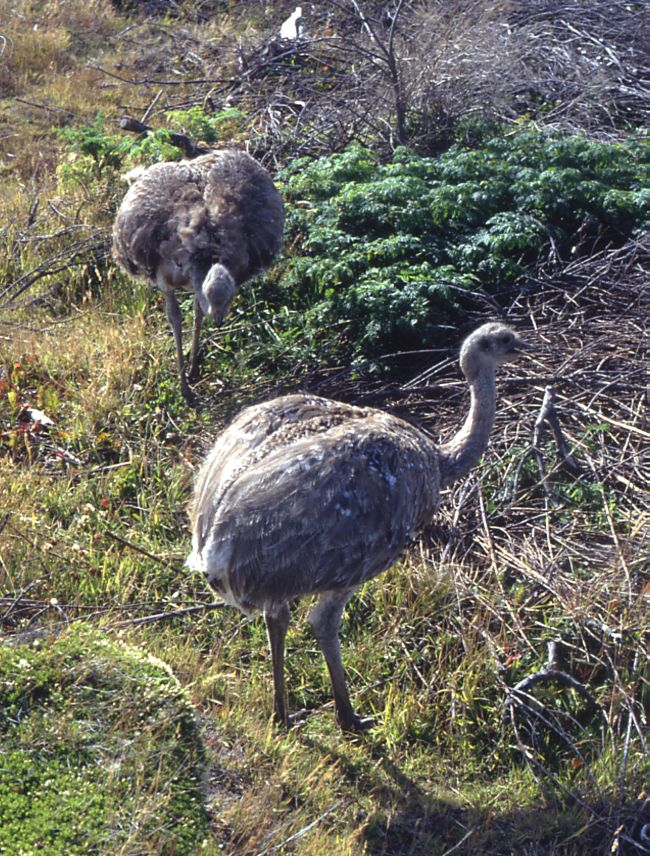
ریه داروین
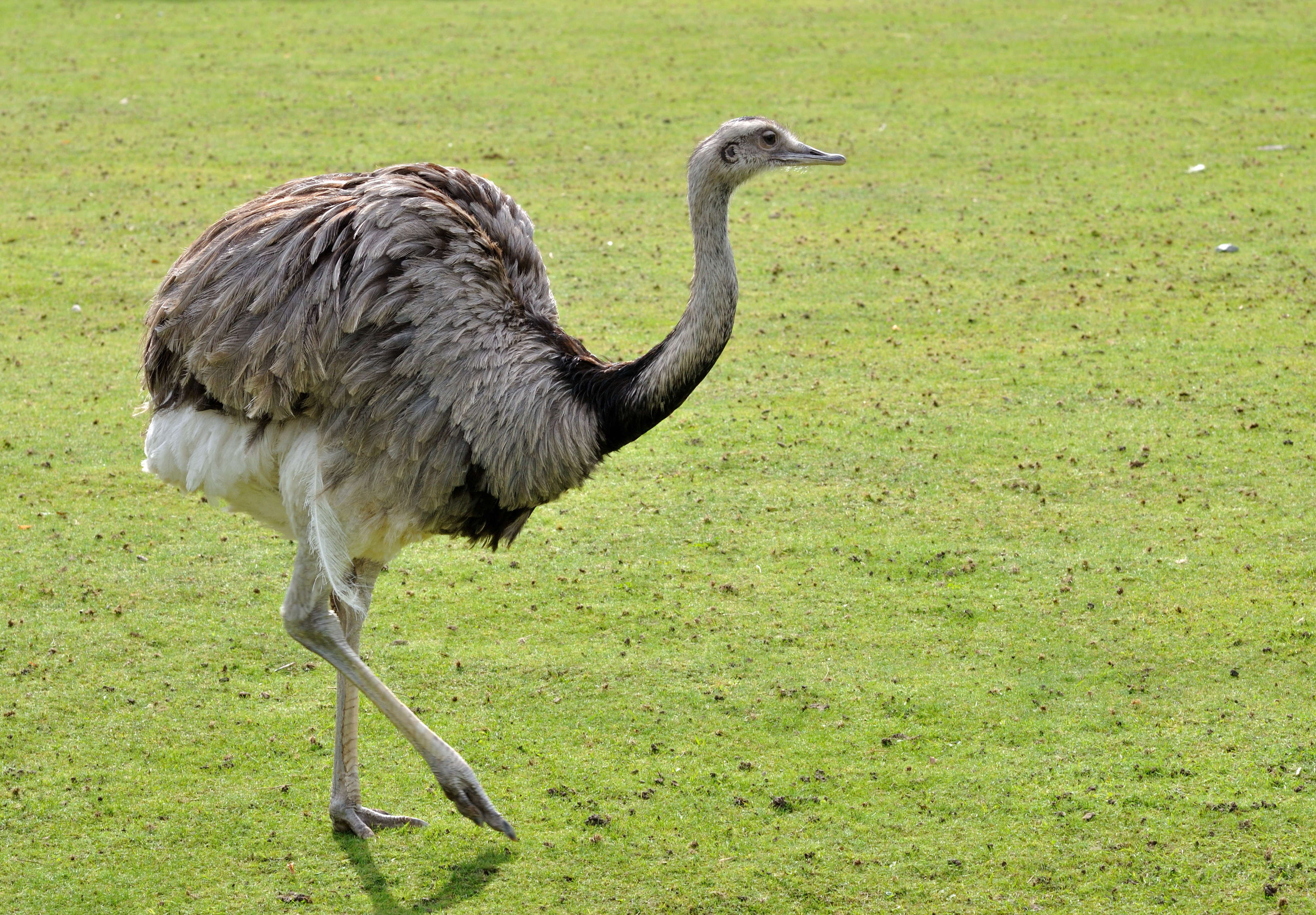
شترمرغ آمریکایی
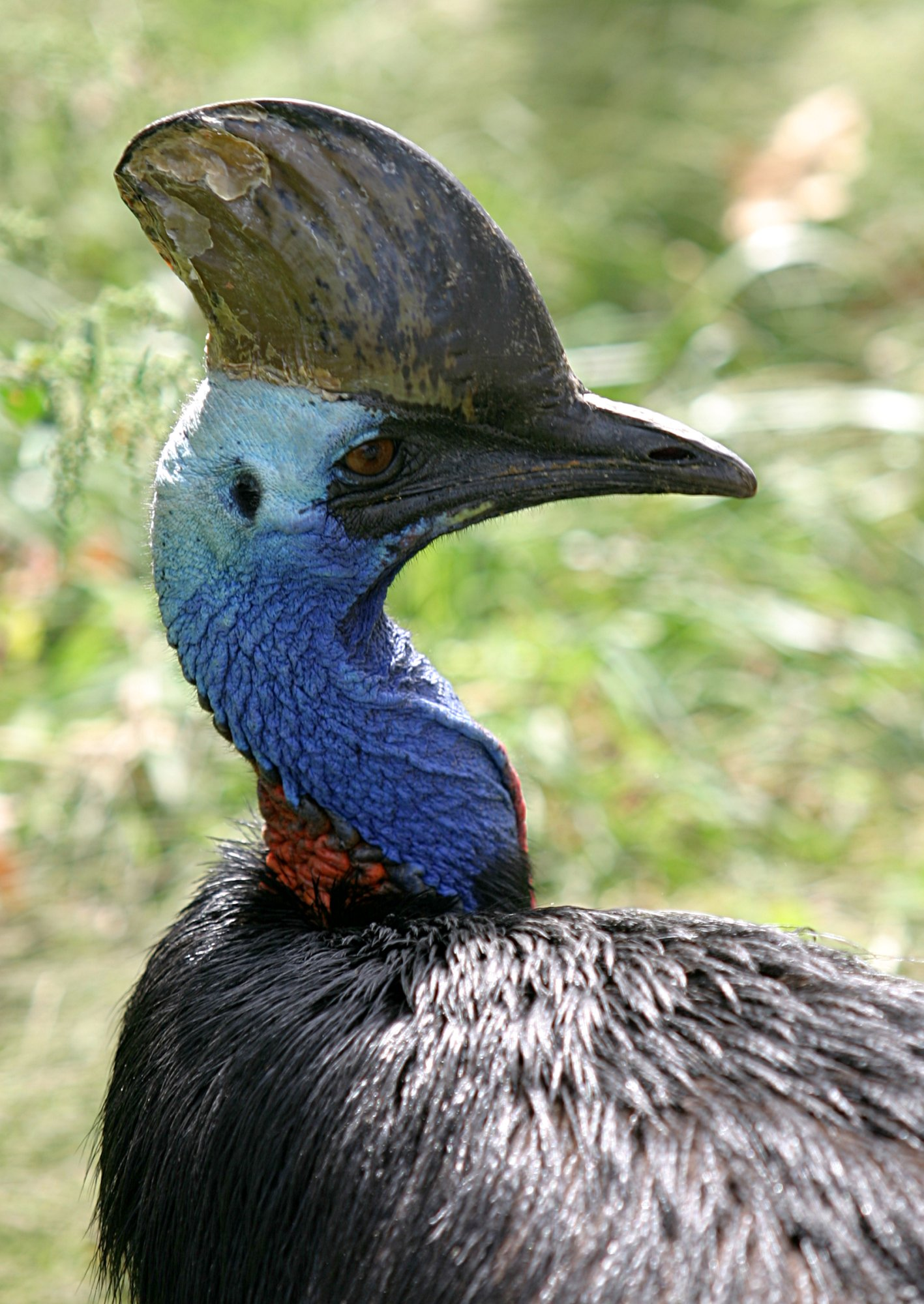
شترمرغ شاخدار جنوبی
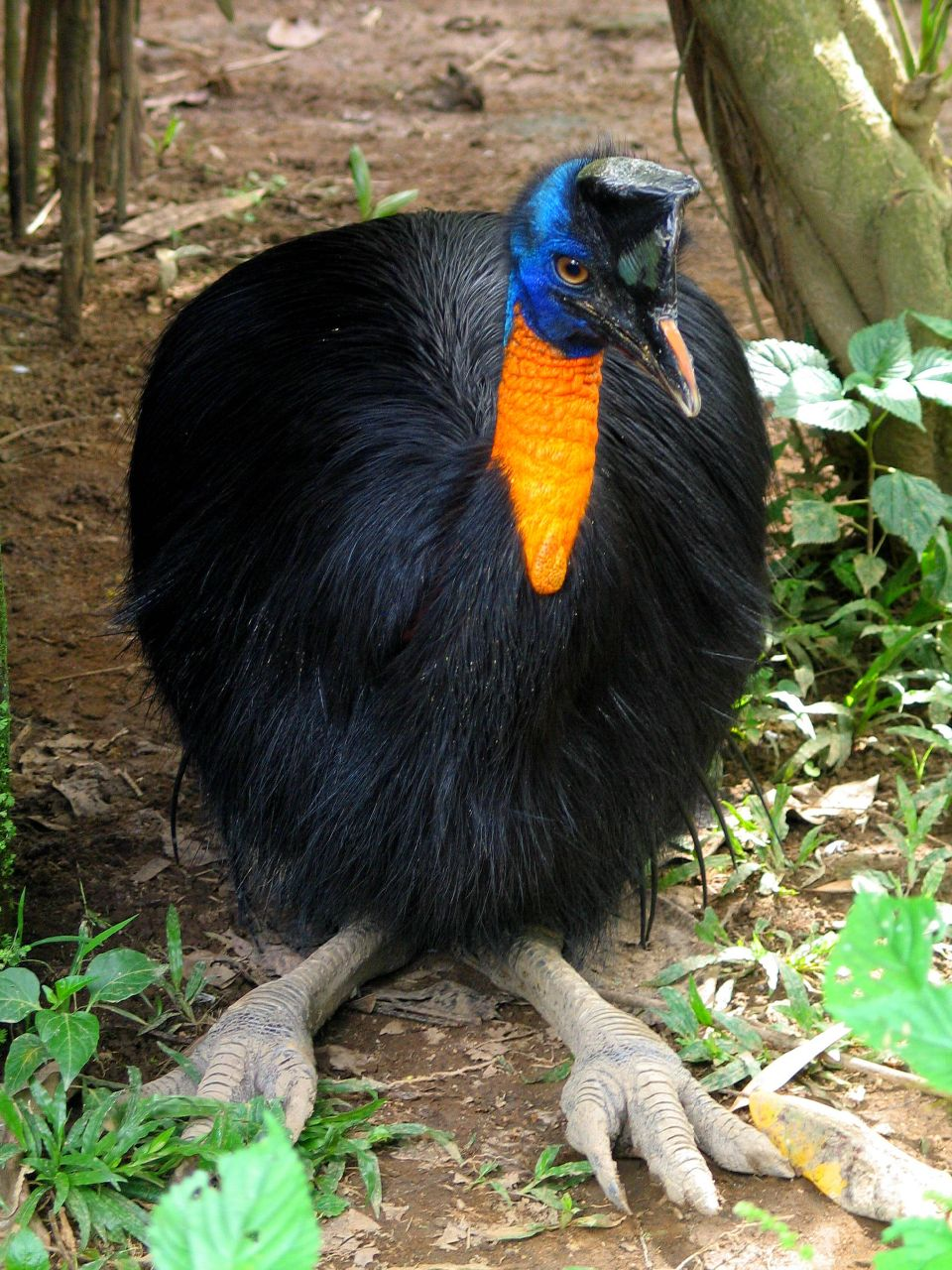
شترمرغ شاخدار شمالی
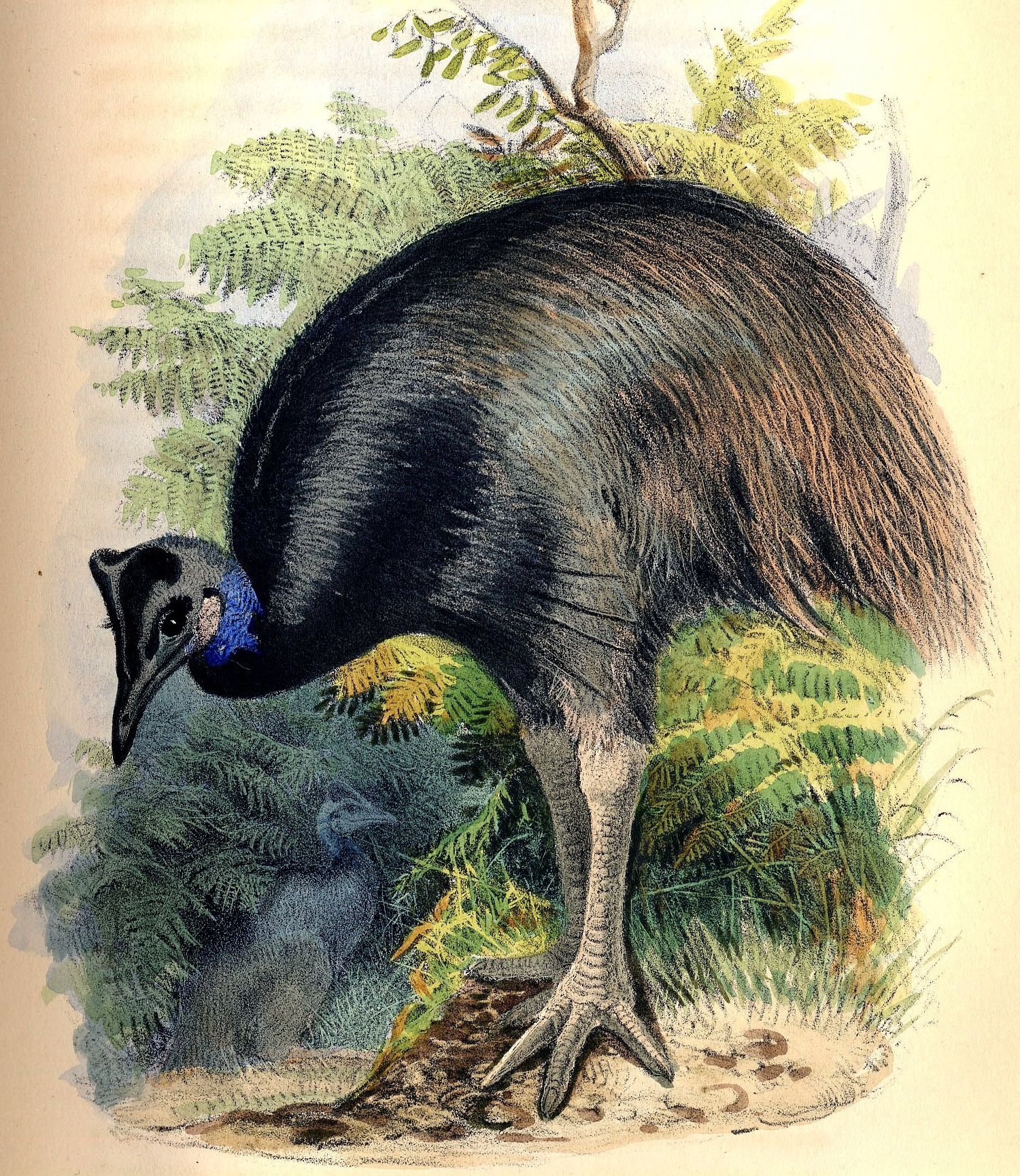
شترمرغ شاخدار کوتوله
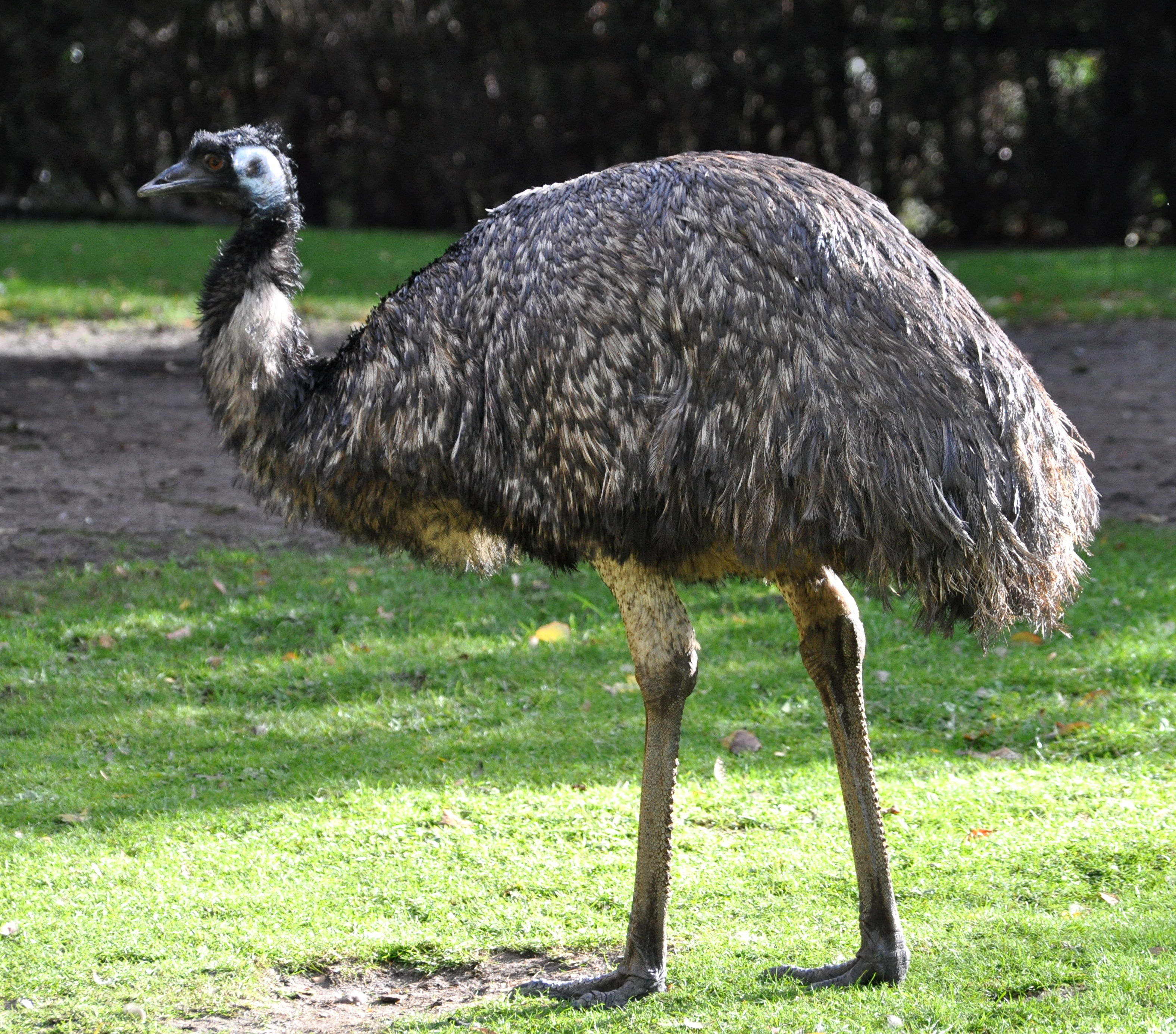
شترمرغ استرالیایی
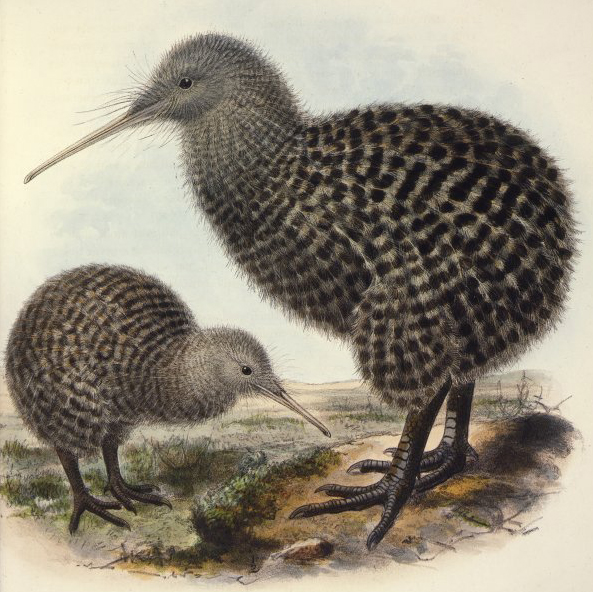
کیوی خالدار بزرگ
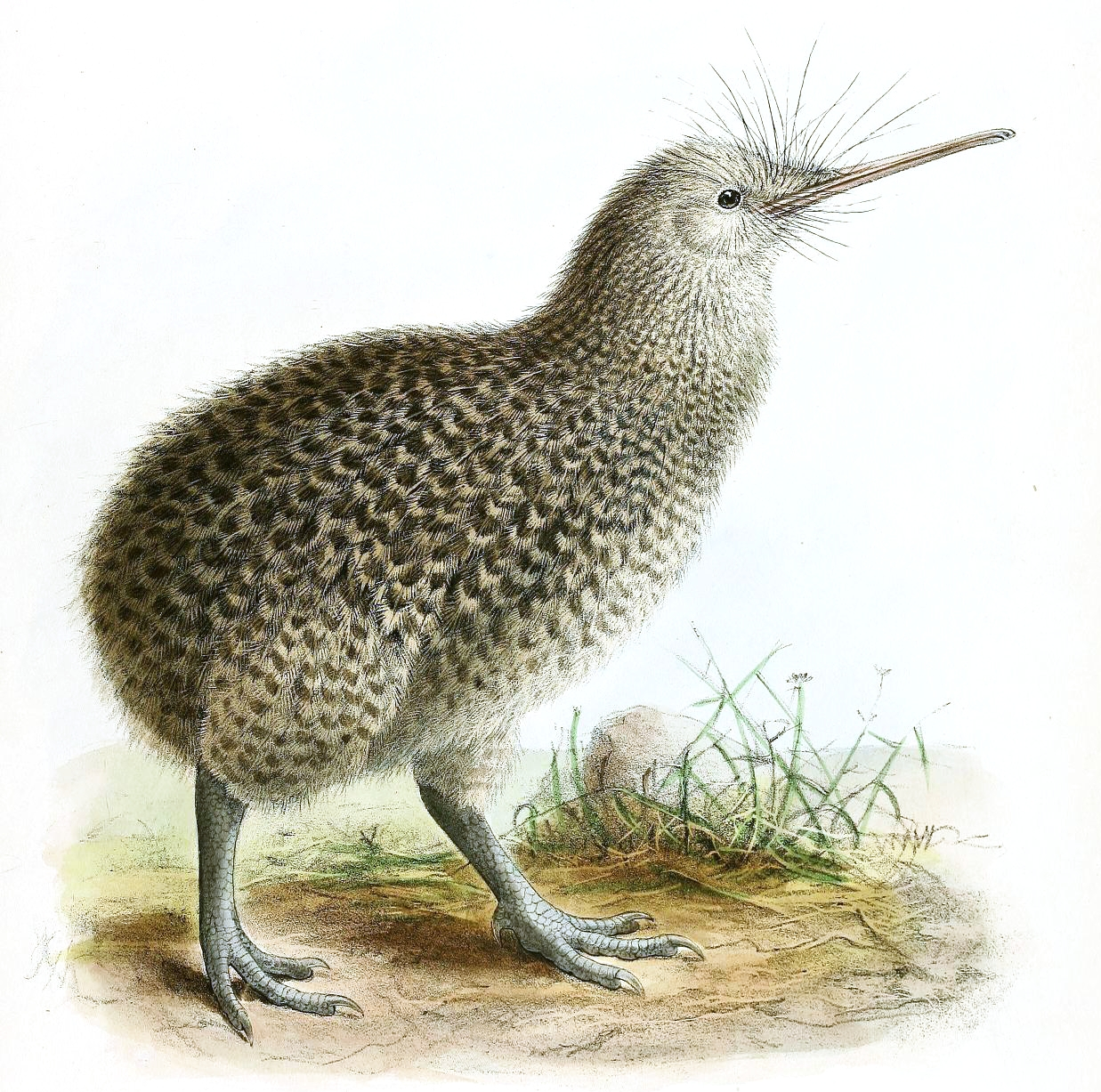
کیوی خالدار کوچک
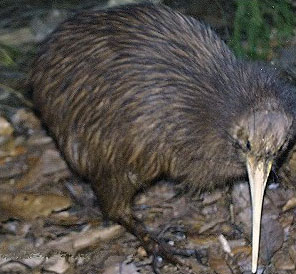
کیوی قهوه‌ای نورث آیلند